# Lindenau (Sontra)
Lindenau ist der nach Einwohnerzahl kleinste Stadtteil von Sontra im nordhessischen Werra-Meißner-Kreis. Der Ort liegt südöstlich des Kernortes Sontra direkt am Waldrand.

## Geschichte

### Ortsgeschichte
Erstmals erwähnt wird der kleine Weiler im Jahre 1252 als villa Lindenauwe. Es war Besitz der Abtei Hersfeld und kam in der ersten Hälfte des 14. Jahrhunderts an dessen Tochterkloster Cornberg. Von 1458 bis 1471 war der Ort wüst. Nach der Wiederbesiedlung gehörte Lindenau zum Kirchspiel Breitau. Heute gehört das Dorf kirchlich zum Pfarramt Sontra I. Im Dreißigjährigen Krieg wurden die wenigen Häuser von Kroaten völlig zerstört.
Hessische Gebietsreform (1970–1977)
Die bis dahin eigenständige Gemeinde Lindenau wurde zum 1. Juli 1971 im Zuge der Gebietsreform in Hessen auf freiwilliger Basis als Stadtteil nach Sontra eingegliedert. Für Lindenau, wie für alle bei der Gebietsreform eingegliederten Gemeinden, wurde ein Ortsbezirk mit Ortsbeirat und Ortsvorsteher nach der Hessischen Gemeindeordnung gebildet.

### Verwaltungsgeschichte im Überblick
Die folgende Liste zeigt die Staaten und Verwaltungseinheiten, denen Lindenau angehört(e):
- vor 1567: Heiliges Römisches Reich, Landgrafschaft Hessen, Amt Sontra
- ab 1567: Heiliges Römisches Reich, Landgrafschaft Hessen-Kassel, Amt Sontra
  - 1627–1834: Landgrafschaft Hessen-Rotenburg (sogenannte Rotenburger Quart), teilsouveränes Fürstentum unter reichsrechtlicher Oberhoheit der Landgrafschaft Hessen-Kassel bzw. des Kurfürstentums Hessen, Amt Sontra
- ab 1806: Landgrafschaft Hessen-Kassel, Rotenburger Quart, Amt Sontra
- 1807–1813: Königreich Westphalen, Departement der Werra, Distrikt Eschwege, Kanton Sontra
- ab 1815: Kurfürstentum Hessen, Amt Sontra[6]
- ab 1821/22: Kurfürstentum Hessen, Provinz Niederhessen, Kreis Rotenburg[7][Anm. 2]
- ab 1848: Kurfürstentum Hessen, Bezirk Hersfeld
- ab 1851: Kurfürstentum Hessen, Provinz Niederhessen, Kreis Rotenburg
- ab 1867: Königreich Preußen, Provinz Hessen-Nassau, Regierungsbezirk Kassel, Kreis Rotenburg
- ab 1871: Deutsches Reich, Königreich Preußen, Provinz Hessen-Nassau, Regierungsbezirk Kassel, Kreis Rotenburg
- ab 1918: Deutsches Reich, Freistaat Preußen, Provinz Hessen-Nassau, Regierungsbezirk Kassel, Kreis Rotenburg
- ab 1944: Deutsches Reich, Freistaat Preußen, Provinz Kurhessen, Landkreis Rotenburg
- ab 1945: Amerikanische Besatzungszone, Groß-Hessen, Regierungsbezirk Kassel, Landkreis Rotenburg
- ab 1946: Amerikanische Besatzungszone, Hessen, Regierungsbezirk Kassel, Landkreis Rotenburg
- ab 1949: Bundesrepublik Deutschland, Hessen, Regierungsbezirk Kassel, Landkreis Rotenburg
- ab 1971: Bundesrepublik Deutschland, Hessen, Regierungsbezirk Kassel, Landkreis Rotenburg, Stadt Sontra[Anm. 3]
- ab 1972: Bundesrepublik Deutschland, Hessen, Regierungsbezirk Kassel, Landkreis Eschwege, Stadt Sontra
- ab 1974: Bundesrepublik Deutschland, Hessen, Regierungsbezirk Kassel, Werra-Meißner-Kreis, Stadt Sontra

## Bevölkerung

### Einwohnerstruktur 2011
Nach den Erhebungen des Zensus 2011 lebten am Stichtag, dem 9. Mai 2011, in Lindenau 9 Einwohner. Darunter waren keine Ausländer.
Nach dem Lebensalter waren kein Einwohner unter 18 Jahren, 3 zwischen 18 und 49, 3 zwischen 50 und 64 und 3 Einwohner waren älter. Die Einwohner lebten in 6 Haushalten. Davon waren 3 Singlehaushalte, 3 Paare ohne Kinder und keine Paare mit Kindern, sowie keine Alleinerziehende und keine Wohngemeinschaften. In 3 Haushalten lebten ausschließlich Senioren und in keinem Haushalt lebten keine Senioren.

### Einwohnerentwicklung
| Quelle: Historisches Ortslexikon |                         |
| • um 1458–71:                    | wüst                    |
| • 1513/1538:                     | Hof                     |
| • 1585:                          | Hof mit 4 Haushaltungen |
| • 1747:                          | eine Haushaltung        |
| • 1821:                          | 8 Häuser mit 63 Seelen  |

| Lindenau: Einwohnerzahlen von 1834 bis 2020 | Lindenau: Einwohnerzahlen von 1834 bis 2020 | Lindenau: Einwohnerzahlen von 1834 bis 2020 | Lindenau: Einwohnerzahlen von 1834 bis 2020 | Lindenau: Einwohnerzahlen von 1834 bis 2020 |
| --- | ------------------------------------------- | ------------------------------------------- | ------------------------------------------- | ------------------------------------------- |
| Jahr |                                             |                                             |                                             | Einwohner                                   |
| 1834 | 1834                                        |                                             | 65                                          | 65                                          |
| 1840 | 1840                                        |                                             | 57                                          | 57                                          |
| 1846 | 1846                                        |                                             | 62                                          | 62                                          |
| 1852 | 1852                                        |                                             | 65                                          | 65                                          |
| 1858 | 1858                                        |                                             | 69                                          | 69                                          |
| 1864 | 1864                                        |                                             | 70                                          | 70                                          |
| 1871 | 1871                                        |                                             | 73                                          | 73                                          |
| 1875 | 1875                                        |                                             | 61                                          | 61                                          |
| 1885 | 1885                                        |                                             | 51                                          | 51                                          |
| 1895 | 1895                                        |                                             | 54                                          | 54                                          |
| 1905 | 1905                                        |                                             | 50                                          | 50                                          |
| 1910 | 1910                                        |                                             | 48                                          | 48                                          |
| 1925 | 1925                                        |                                             | 44                                          | 44                                          |
| 1939 | 1939                                        |                                             | 49                                          | 49                                          |
| 1946 | 1946                                        |                                             | 80                                          | 80                                          |
| 1950 | 1950                                        |                                             | 82                                          | 82                                          |
| 1956 | 1956                                        |                                             | 45                                          | 45                                          |
| 1961 | 1961                                        |                                             | 41                                          | 41                                          |
| 1967 | 1967                                        |                                             | 30                                          | 30                                          |
| 1970 | 1970                                        |                                             | 32                                          | 32                                          |
| 1987 | 1987                                        |                                             | 27                                          | 27                                          |
| 2000 | 2000                                        |                                             | ?                                           | ?                                           |
| 2011 | 2011                                        |                                             | 9                                           | 9                                           |
| 2015 | 2015                                        |                                             | 11                                          | 11                                          |
| 2020 | 2020                                        |                                             | 9                                           | 9                                           |
| Datenquelle: Historisches Gemeindeverzeichnis für Hessen: Die Bevölkerung der Gemeinden 1834 bis 1967. Wiesbaden: Hessisches Statistisches Landesamt, 1968. Weitere Quellen: ; Stadt Sontra:; Zensus 2011 |                                             |                                             |                                             |                                             |

### Historische Religionszugehörigkeit
| • 1885: | 51 evangelische (= 100 %) Einwohner                                |
| • 1961: | 38 evangelische (= 92,68 %), drei katholische (= 7,32 %) Einwohner |